# Вейденбаум, Евгений Густавович
Евге́ний Гу́ставович Вейденба́ум (9 [21] ноября 1845; Санкт-Петербург — 15 [28] января 1918, Тифлис) — русский этнограф, историк, архивист, кавказовед и публицист. Председатель Кавказской археографической комиссии, Действительный тайный советник (1916).

## Биография
Евгений Вейденбаум родился 9 ноября 1845 года в Санкт-Петербурге. Лютеранского вероисповедания. Четвёртый сын военного врача Карл-Густава Густавовича (ок. 1801 ― ок. 1867) и Иоганны-Христианы (в девичестве Винтер, дочь петербургского аптекаря Иоганна-Христиана Винтера). Брат архитектора Александра и натуралиста Густава Вейденбаум.
В 1855 году поступил в 5-ю Санкт-Петербургскую гимназию и, по прохождении полного курса, в 1862 году окончил её с серебряной медалью. После этого Вейденбаум подал заявление в правление Санкт-Петербургского университета с просьбой зачислить его в число студентов для слушания лекций по Физико-математическому факультету, разряда естественных наук. Прошение было одобрено и Вейденбаум был зачислен в платные студенты, однако через два месяца после его зачисления он подал прошение о его отчислении в связи с невозможностью его отцом Густавом Густавовичем оплачивать слушание лекций. Однако, рассмотрев свидетельство, выданное отцу Евгения Медико-филантропическим комитетом Императорского человеколюбивого общества, где было описано материальное положение Густава Густавовича Вейденбаума, правление университета приняло решение «освободить Евгения Вейденбаума от платы за слушание лекций в университете, учитывая при этом его успехи в науках».
Ещё будучи студентом Евгений Вейденбаум занялся учёно-литературной деятельностью, работая совместно со своим братом Густавом над зоологическим отделом «Настольного словаря для справок по всем отраслям знания» (1863―1864) Ф. Г. Толля. Кроме статей по зоологии, братья поместили в словаре и ряд статей в сфере других отраслей естественных наук. В сентябре 1866 года Вейденбаум получил свидетельство о том, что он выслушал полный курс наук по естественному разряду физико-математического факультета.
13 апреля 1877 года Вейденбаум вступил на службу. Занимал различные должности при межведомственном отделении в Кавказском горском управлении. В 1883 году назначен на должность председателя на заседаниях главного народного суда Закавказского военного округа, затем почётного мирового судьи Тифлисского окружного суда. 27 мая 1890 года был назначен председателем комиссии для окончания сословно-поземельного вопроса в частях Кавказского края военно-народного управления. С 6 декабря 1897 года ― действительный статский советник, а с 6 декабря 1907 года ― тайный советник.

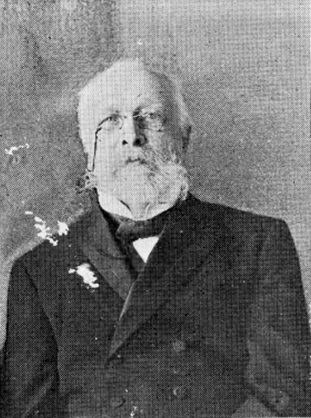
Е. Г. Вейденбаум (1913)

В то же время Вейденбаум занимался активной общественной деятельностью. Он являлся членом-сотрудником Кавказского отдела Императорского Русского географического общества. Также он был членом строительной комиссии по постройке нового здания для Кавказского музея, а в 1917 году был приглашён заведовать библиотекой того музея (пробыл на той должности вплоть до своей смерти). Кроме того Вейденбаум являлся членом Главного комитета поощрения туризма на Кавказе. Был участником 5-го Археологического съезда проведённого в Тифлисе (8―21 сентября 1881).
Милостивый государь,

Возвращаю с благодарностью X-й том «Актов». Заметки на полях карандашом сделаны не мною, ровно и некоторые повреждения листов.

С совершенным уважением, готовый к услугам Лев Толстой. 28 июня 1903
Кроме всего прочего Вейденбаум занимался научно-литературной деятельностью. Сфера его научных интересов была весьма разносторонней, и затрагивала такие науки как история, этнография, археология, география, зоология, биология и др. Его статьи публиковались в таких изданиях как «Санкт-Петербургские ведомости», «Знание», «Известия Кавказского отдела ИРГО», «Тифлисский Вестник», «Кавказ», «Тифлисский листок», «Кавказский книжный вестник», «Баку», «Русская старина», а также в ряде различных сборниках. За написание «Священные рощи и деревья у кавказских народов» Вейденбаум в 1878 году был награждён малой серебряной медалью РГО. С 1897 года он сотрудничал с Кавказской археографической комиссией, а затем в качестве председателя руководил её деятельностью. Будучи владея несколькими языками, он занимался переводом книг западных авторов. Также Вейденбаум вёл свои дневники. Рукописи после революции так и не были опубликованы. Его записки главным образом относились к политической, общественной и литературной жизни Кавказа.
Сохранилось большое количество адресованных Вейденбауму благодарственных писем от просителей, которым он помог с литературной, используя свои служебные возможности. Так к примеру, известно, что Лев Толстой при написании повести «Хаджи-Мурат» использовал материалы по биографии Хаджи-Мурата Хунзахского, содержащиеся в 10-м томе «Актов, собранных Кавказской археографической комиссией», который выслал ему Вейденбаум.
В то же время Вейденбаум отличался большой непосредственностью, а порой и откровенной смелостью в проявлении своих взглядов. Так по приезде в Тифлис в 1914 году Николая II, в то время как «все общественные и военные деятели стремились попасть в поле зрения монарха», Вейденбаум оставил в своём дневнике запись следующего содержания:
… 29 ноября 1914 года. Сегодня город угощал государя «чашкой чая». Я блистал своим отсутствием.— из дневника Е. Г. Вейденбаума
18 мая 1916 года Вейденбаум, уже будучи в 70-летнем возрасте, вышел в отставку «по прошению с мундиром, занимаемой должности присвоенного». С 1 января 1917 года исполнял должность заведующего библиотекой Кавказского Музея (с 1919 г. ― Музей Грузии).
10 января 1918 года Вейденбаум внезапно заболел, и в ночь с 15 на 16 января того же года скончался. Похоронен на Лютеранским кладбище гор. Тифлиса (ныне Тбилиси).

## Награды

### Ордена
- орден Святого Станислава 2-й степени (1883)
- орден Святой Анны 2-й степени (1887)
- орден Святого Владимира 4-й степени (1890)
- орден Святого Владимира 3-й степени (1893)
- орден Святого Станислава 1-й степени (1902)
- орден Святой Анны 1-й степени (1911)

### Медали
- малая серебряная медаль РГО (1878)
- медаль «В память русско-турецкой войны 1877—1878»
- медаль «В память царствования императора Александра III»
- медаль «В память 300-летия царствования дома Романовых»

### Другие награды
- бриллиантовый перстень с вензелем Его Императорского Величества (1888)